# HK Triglav Kranj
HK Triglav Kranj (celým názvem: Hokejski klub Triglav Kranj) je slovinský klub ledního hokeje, který sídlí v Kranji v Hornokraňském regionu. Založen byl v roce 1968. Od sezóny 1991/92 působí ve slovinské nejvyšší soutěži v ledním hokeji. Klubové barvy jsou modrá a bílá.
Své domácí zápasy odehrává v hale Arena Zlato Polje s kapacitou 220 diváků.

## Přehled ligové účasti
Zdroj:
- 1973–1977: Jugoslávská liga ledního hokeje (1. ligová úroveň v Jugoslávii)
- 1991– : Slovenska hokejska liga (1. ligová úroveň ve Slovinsku)
- 2006–2007: Interliga (mezinárodní soutěž)
- 2009–2012: Slohokej Liga (mezinárodní soutěž)
- 2012–2015: Inter-National-League (2. ligová úroveň v Rakousku / mezinárodní soutěž)
- 2017– : International Hockey League (mezinárodní soutěž)